# 上原勝男
上原 勝男（うえはら かつお、1958年 - ）は、元アマチュア野球選手である。ポジションは投手。

## 来歴・人物
興南高等学校を卒業し、西濃運輸を経て、後にNTT北陸に入部。
1987年には第8回インターコンチネンタル大会と第14回アジア野球選手権大会の日本代表に選ばれた。1988年には、第59回都市対抗野球にNTT東海の補強選手として古田敦也（トヨタ自動車より補強）とのバッテリーで準優勝すると久慈賞を受賞し、社会人ベストナインにも選出された。1991年の第62回都市対抗野球では、10年連続出場選手にも選ばれた。
昭和コンクリートでコーチを経て、1999年から岐阜聖徳学園大学硬式野球部の監督を務めた。